# Mork i Mindy
Mork i Mindy – amerykański sitcom science fiction nadawany na antenie telewizji ABC w latach 1978–1982. W serialu wystąpił Robin Williams jako Mork – kosmita, który przybył na Ziemię w wielkim, jajokształtnym statku kosmicznym. Pam Dawber wcieliła się w rolę Mindy McConnell – przyjaciółki i współlokatorki Morka.